# Markku Kanerva
Markku Kanerva (Helsinki, 24 maggio 1964) è un allenatore di calcio ed ex calciatore finlandese, di ruolo difensore.

## Biografia
Oltre alla carriera da calciatore, è stato anche professore di educazione fisica e matematica.

## Carriera

### Giocatore
Ha sempre militato in club finlandesi, eccezion fatta per l'Elfsborg (Svezia) tra il 1991 e il 1992.
A livello di nazionale vanta 59 presenze e 1 rete, realizzata il 30 gennaio 2014 nell'amichevole vinta 0-2 contro l'Oman.

### Allenatore
Il 29 novembre 2010 fu annunciata la sua nomina ad interim CT commissario tecnico della Finlandia fino alla primavera del 2011. Ricoprì l'incarico di CT ad interim della nazionale finlandese anche nel 2015.
Il 12 dicembre 2016 Markku Kanerva è stato nuovamente nominato, con contratto triennale, nuovo commissario tecnico della nazionale, andando a sostituire l'esonerato Hans Backe.
Dopo non avere raggiunto la qualificazione piazzandosi quinta nel suo girone (seppur battendo l'Islanda, e pareggiando in casa della Croazia arrivate rispettivamente prima e seconda nel girone), nel 2018-2019 raggiunge il primo posto in Nations League. A questo successo segue un'inattesa qualificazione a Euro 2020; si tratta della prima qualificazione della Finlandia a un torneo in tutta la sua storia.

## Statistiche

### Statistiche da allenatore

#### Nazionale
Statistiche aggiornate al 17 novembre 2024.
| Squadra   | Naz                  | dal              | al               | Record | Record | Record | Record     | Record | Record | Record | Record |
| G         | V                    | N                | P                | GF     | GS     | DR     | % Vittorie |        |        |        |        |
| --------- | -------------------- | ---------------- | ---------------- | ------ | ------ | ------ | ---------- | ------ | ------ | ------ | ------ |
| Finlandia | Finlandia (bandiera) | 12 dicembre 2016 | 22 novembre 2024 | 88     | 37     | 14     | 38         | 105    | 104    | +1     | 42,05  |

#### Nazionale nel dettaglio
| 2017             | Finlandia        | Qual. Mondiale 2018           | 5º nel Gruppo I, non qualificato                      | 6  | 2  | 2  | 2  | 33,33 | 6   | 7   | -1  |
| 2018             | Finlandia        | UEFA Nations League 2018-2019 | 1º nel Gruppo 2 della Lega C, promozione nella Lega B | 6  | 4  | 0  | 2  | 66,67 | 5   | 3   | +2  |
| 2019             | Finlandia        | Qual. Euro 2020               | 2º nel Gruppo J, qualificato                          | 10 | 6  | 0  | 4  | 60,00 | 16  | 10  | +6  |
| 2020             | Finlandia        | UEFA Nations League 2020-2021 | 2º nel Gruppo 4 della Lega B                          | 6  | 4  | 0  | 2  | 66,67 | 7   | 5   | +2  |
| 2021             | Finlandia        | Qual. Mondiale 2022           | 3° nel Gruppo D, non qualificato                      | 8  | 3  | 2  | 3  | 37,50 | 10  | 10  | 0   |
| Giu.-lug. 2021   | Finlandia        | Europeo 2020                  | 3º nel Gruppo B                                       | 3  | 1  | 0  | 2  | 33,33 | 1   | 3   | -2  |
| 2022             | Finlandia        | UEFA Nations League 2022-2023 | 2º nel Gruppo 3 della Lega B                          | 6  | 2  | 2  | 2  | 33,33 | 8   | 6   | +2  |
| 2023             | Finlandia        | Qual. Euro 2024               | 3º nel gruppo H, eliminato ai play-off                | 10 | 6  | 0  | 4  | 60,00 | 18  | 10  | +8  |
| 2024             | Finlandia        | Qual. Euro 2024               | 3º nel gruppo H, eliminato ai play-off                | 1  | 0  | 0  | 1  | &0,00 | 1   | 4   | -3  |
| 2024             | Finlandia        | UEFA Nations League 2024-2025 | 4º nel Gruppo 2 della Lega B, retrocesso alla Lega C  | 6  | 0  | 0  | 6  | &0,00 | 2   | 13  | -11 |
| Dal 2016         | Finlandia        | Amichevoli                    |                                                       | 26 | 8  | 8  | 10 | 30,77 | 31  | 33  | -2  |
| Totale Finlandia | Totale Finlandia | Totale Finlandia              | Totale Finlandia                                      | 88 | 37 | 14 | 38 | 42,05 | 105 | 104 | +1  |

#### Panchine da commissario tecnico della nazionale finlandese
| Cronologia completa delle presenze e delle reti in nazionale ― Finlandia | Cronologia completa delle presenze e delle reti in nazionale ― Finlandia | Cronologia completa delle presenze e delle reti in nazionale ― Finlandia | Cronologia completa delle presenze e delle reti in nazionale ― Finlandia | Cronologia completa delle presenze e delle reti in nazionale ― Finlandia | Cronologia completa delle presenze e delle reti in nazionale ― Finlandia | Cronologia completa delle presenze e delle reti in nazionale ― Finlandia | Cronologia completa delle presenze e delle reti in nazionale ― Finlandia |
| Data                                                                     | Città                                                                    | In casa                                                                  | Risultato                                                                | Ospiti                                                                   | Competizione                                                             | Reti                                                                     | Note                                                                     |
| ------------------------------------------------------------------------ | ------------------------------------------------------------------------ | ------------------------------------------------------------------------ | ------------------------------------------------------------------------ | ------------------------------------------------------------------------ | ------------------------------------------------------------------------ | ------------------------------------------------------------------------ | ------------------------------------------------------------------------ |
| 9-1-2017                                                                 | Al Ain                                                                   | Marocco                                                                  | 0 – 1                                                                    | Finlandia                                                                | Amichevole                                                               | Juhani Ojala                                                             | Cap: K. Arkivuo                                                          |
| 24-3-2017                                                                | Adalia                                                                   | Turchia                                                                  | 2 – 0                                                                    | Finlandia                                                                | Qual. Mondiali 2018                                                      | -                                                                        | Cap: N. Moisander                                                        |
| 28-3-2017                                                                | Innsbruck                                                                | Austria                                                                  | 1 – 1                                                                    | Finlandia                                                                | Amichevole                                                               | Fredrik Jensen                                                           | Cap: N. Moisander                                                        |
| 7-6-2017                                                                 | Turku                                                                    | Finlandia                                                                | 1 – 1                                                                    | Liechtenstein                                                            | Amichevole                                                               | Mehmet Hetemaj                                                           | Cap: N. Moisander                                                        |
| 11-6-2017                                                                | Tampere                                                                  | Finlandia                                                                | 1 – 2                                                                    | Ucraina                                                                  | Qual. Mondiali 2018                                                      | Joel Pohjanpalo                                                          | Cap: N. Moisander                                                        |
| 2-9-2017                                                                 | Tampere                                                                  | Finlandia                                                                | 1 – 0                                                                    | Islanda                                                                  | Qual. Mondiali 2018                                                      | Alexander Ring                                                           | Cap: T. Sparv                                                            |
| 5-9-2017                                                                 | Scutari                                                                  | Kosovo                                                                   | 0 – 1                                                                    | Finlandia                                                                | Qual. Mondiali 2018                                                      | Teemu Pukki                                                              | Cap: T. Sparv                                                            |
| 6-10-2017                                                                | Fiume                                                                    | Croazia                                                                  | 1 – 1                                                                    | Finlandia                                                                | Qual. Mondiali 2018                                                      | Pyry Soiri                                                               | Cap: N. Moisander                                                        |
| 9-10-2017                                                                | Turku                                                                    | Finlandia                                                                | 2 – 2                                                                    | Turchia                                                                  | Qual. Mondiali 2018                                                      | Paulus Arajuuri Joel Pohjanpalo                                          | Cap: N. Moisander                                                        |
| 9-11-2017                                                                | Helsinki                                                                 | Finlandia                                                                | 3 – 0                                                                    | Estonia                                                                  | Amichevole                                                               | Pyry Soiri 2 Robin Lod                                                   | Cap: N. Moisander                                                        |
| 11-1-2018                                                                | Abu Dhabi                                                                | Giordania                                                                | 1 – 2                                                                    | Finlandia                                                                | Amichevole                                                               | Joona Toivio Akseli Pelvas                                               | Cap: T. Sparv                                                            |
| 23-3-2018                                                                | Adalia                                                                   | Finlandia                                                                | 0 – 0                                                                    | Macedonia del Nord                                                       | Amichevole                                                               | -                                                                        | Cap: T. Sparv                                                            |
| 26-3-2018                                                                | Adalia                                                                   | Finlandia                                                                | 5 – 0                                                                    | Malta                                                                    | Amichevole                                                               | 2 Teemu Pukki Kalle Taimi Fredrik Jensen Pyry Soiri                      | Cap: P. Arajuuri                                                         |
| 5-6-2018                                                                 | Ploiești                                                                 | Romania                                                                  | 2 – 0                                                                    | Finlandia                                                                | Amichevole                                                               | -                                                                        | Cap: T. Sparv                                                            |
| 9-6-2018                                                                 | Tampere                                                                  | Finlandia                                                                | 2 – 0                                                                    | Bielorussia                                                              | Amichevole                                                               | Jere Uronen Moshtagh Yaghoubi                                            | Cap: T. Sparv                                                            |
| 8-9-2018                                                                 | Tampere                                                                  | Finlandia                                                                | 1 – 0                                                                    | Ungheria                                                                 | UEFA Nations League 2018-2019 - Lega C                                   | Teemu Pukki                                                              | Cap: P. Arajuuri                                                         |
| 11-9-2018                                                                | Turku                                                                    | Finlandia                                                                | 1 – 0                                                                    | Estonia                                                                  | UEFA Nations League 2018-2019 - Lega C                                   | Teemu Pukki                                                              | Cap: T. Sparv                                                            |
| 12-10-2018                                                               | Tallinn                                                                  | Estonia                                                                  | 0 – 1                                                                    | Finlandia                                                                | UEFA Nations League 2018-2019 - Lega C                                   | Teemu Pukki                                                              | Cap: T. Sparv                                                            |
| 15-10-2018                                                               | Tampere                                                                  | Finlandia                                                                | 2 – 0                                                                    | Grecia                                                                   | UEFA Nations League 2018-2019 - Lega C                                   | Pyry Soiri Glen Kamara                                                   | Cap: T. Sparv                                                            |
| 15-11-2018                                                               | Atene                                                                    | Grecia                                                                   | 1 – 0                                                                    | Finlandia                                                                | UEFA Nations League 2018-2019 - Lega C                                   | -                                                                        | Cap: P. Arajuuri                                                         |
| 18-11-2018                                                               | Budapest                                                                 | Ungheria                                                                 | 2 – 0                                                                    | Finlandia                                                                | UEFA Nations League 2018-2019 - Lega C                                   | -                                                                        | Cap: P. Arajuuri                                                         |
| 8-1-2019                                                                 | Doha                                                                     | Svezia                                                                   | 0 – 1                                                                    | Finlandia                                                                | Amichevole                                                               | Eero Markkanen                                                           | Cap: T. Sparv                                                            |
| 11-1-2019                                                                | Doha                                                                     | Finlandia                                                                | 1 – 2                                                                    | Estonia                                                                  | Amichevole                                                               | Rasmus Karjalainen                                                       | Cap: T. Sparv                                                            |
| 23-3-2019                                                                | Udine                                                                    | Italia                                                                   | 2 – 0                                                                    | Finlandia                                                                | Qual. Euro 2020                                                          | -                                                                        | Cap: T.Sparv                                                             |
| 26-3-2019                                                                | Erevan                                                                   | Armenia                                                                  | 0 – 2                                                                    | Finlandia                                                                | Qual. Euro 2020                                                          | Fredrik Jensen Pyry Soiri                                                | Cap: T. Sparv                                                            |
| 8-6-2019                                                                 | Tampere                                                                  | Finlandia                                                                | 2 – 0                                                                    | Bosnia ed Erzegovina                                                     | Qual. Euro 2020                                                          | 2 Teemu Pukki                                                            | Cap: T. Sparv                                                            |
| 11-6-2019                                                                | Vaduz                                                                    | Liechtenstein                                                            | 0 – 2                                                                    | Finlandia                                                                | Qual. Euro 2020                                                          | Teemu Pukki Benjamin Källman                                             | Cap: T. Sparv                                                            |
| 6-9-2019                                                                 | Tampere                                                                  | Finlandia                                                                | 1 – 0                                                                    | Grecia                                                                   | Qual. Euro 2020                                                          | Teemu Pukki (rig.)                                                       | Cap: T. Sparv                                                            |
| 8-9-2019                                                                 | Tampere                                                                  | Finlandia                                                                | 1 – 2                                                                    | Italia                                                                   | Qual. Euro 2020                                                          | Teemu Pukki (rig.)                                                       | Cap: L. Hrádecký                                                         |
| 12-10-2019                                                               | Zenica                                                                   | Bosnia ed Erzegovina                                                     | 4 – 1                                                                    | Finlandia                                                                | Qual. Euro 2020                                                          | Joel Pohjanpalo                                                          | Cap: T. Sparv                                                            |
| 15-10-2019                                                               | Turku                                                                    | Finlandia                                                                | 3 – 0                                                                    | Armenia                                                                  | Qual. Euro 2020                                                          | Fredrik Jensen 2 Teemu Pukki                                             | Cap: L. Hradecky                                                         |
| 15-11-2019                                                               | Helsinki                                                                 | Finlandia                                                                | 3 – 0                                                                    | Liechtenstein                                                            | Qual. Euro 2020                                                          | Jasse Tuominen 2 Teemu Pukki (1 rig.)                                    | Cap: T. Sparv                                                            |
| 18-11-2019                                                               | Atene                                                                    | Grecia                                                                   | 2 – 1                                                                    | Finlandia                                                                | Qual. Euro 2020                                                          | Teemu Pukki                                                              | Cap: J. Toivio                                                           |
| 3-9-2020                                                                 | Helsinki                                                                 | Finlandia                                                                | 0 – 1                                                                    | Galles                                                                   | UEFA Nations League 2020-2021 - Lega B                                   |                                                                          | Cap: T. Sparv                                                            |
| 6-9-2020                                                                 | Dublino                                                                  | Irlanda                                                                  | 0 – 1                                                                    | Finlandia                                                                | UEFA Nations League 2020-2021 - Lega B                                   | Fredrik Jensen                                                           | Cap: T. Sparv                                                            |
| 7-10-2020                                                                | Danzica                                                                  | Polonia                                                                  | 5 – 1                                                                    | Finlandia                                                                | Amichevole                                                               | Ilmari Niskanen                                                          | Cap: R. Schuller                                                         |
| 11-10-2020                                                               | Helsinki                                                                 | Finlandia                                                                | 2 – 0                                                                    | Bulgaria                                                                 | UEFA Nations League 2020-2021 - Lega B                                   | Robert Taylor Fredrik Jensen                                             | Cap: T. Sparv                                                            |
| 14-10-2020                                                               | Helsinki                                                                 | Finlandia                                                                | 1 – 0                                                                    | Irlanda                                                                  | UEFA Nations League 2020-2021 - Lega B                                   | Fredrik Jensen                                                           | Cap: T. Sparv                                                            |
| 11-11-2020                                                               | Saint-Denis                                                              | Francia                                                                  | 0 – 2                                                                    | Finlandia                                                                | Amichevole                                                               | Marcus Forss Onni Valakari                                               | Cap: R. Schuller                                                         |
| 15-11-2020                                                               | Sofia                                                                    | Bulgaria                                                                 | 1 – 2                                                                    | Finlandia                                                                | UEFA Nations League 2020-2021 - Lega B                                   | Teemu Pukki Robin Lod                                                    | Cap: T. Sparv                                                            |
| 18-11-2020                                                               | Cardiff                                                                  | Galles                                                                   | 3 – 1                                                                    | Finlandia                                                                | UEFA Nations League 2020-2021 - Lega B                                   | Teemu Pukki                                                              | Cap: P. Arajuuri                                                         |
| 24-3-2021                                                                | Helsinki                                                                 | Finlandia                                                                | 2 – 2                                                                    | Bosnia ed Erzegovina                                                     | Qual. Mondiali 2022                                                      | 2 Teemu Pukki                                                            | Cap: P. Arajuuri                                                         |
| 28-3-2021                                                                | Kiev                                                                     | Ucraina                                                                  | 1 – 1                                                                    | Finlandia                                                                | Qual. Mondiali 2022                                                      | Teemu Pukki (rig.)                                                       | Cap: P. Arajuuri                                                         |
| 31-3-2021                                                                | San Gallo                                                                | Svizzera                                                                 | 3 – 2                                                                    | Finlandia                                                                | Amichevole                                                               | 2 Joel Pohjanpalo (1 rig.)                                               | Cap: J. Ojala                                                            |
| 29-5-2021                                                                | Solna                                                                    | Svezia                                                                   | 2 – 0                                                                    | Finlandia                                                                | Amichevole                                                               | -                                                                        | Cap: T. Sparv                                                            |
| 4-6-2021                                                                 | Helsinki                                                                 | Finlandia                                                                | 0 – 1                                                                    | Estonia                                                                  | Amichevole                                                               | -                                                                        | Cap: L. Hrádecký                                                         |
| 12-6-2021                                                                | Copenaghen                                                               | Danimarca                                                                | 0 – 1                                                                    | Finlandia                                                                | Euro 2020 - 1º turno                                                     | Joel Pohjanpalo                                                          | Cap: T. Sparv                                                            |
| 16-6-2021                                                                | San Pietroburgo                                                          | Finlandia                                                                | 0 – 1                                                                    | Russia                                                                   | Euro 2020 - 1º turno                                                     | -                                                                        | Cap: P. Arajuuri                                                         |
| 21-6-2021                                                                | San Pietroburgo                                                          | Finlandia                                                                | 0 – 2                                                                    | Belgio                                                                   | Euro 2020 - 1º turno                                                     | -                                                                        | Cap: T. Sparv                                                            |
| 1-9-2021                                                                 | Helsinki                                                                 | Finlandia                                                                | 0 – 0                                                                    | Galles                                                                   | Amichevole                                                               | -                                                                        | Cap: J. Toivio                                                           |
| 4-9-2021                                                                 | Helsinki                                                                 | Finlandia                                                                | 1 – 0                                                                    | Kazakistan                                                               | Qual. Mondiali 2022                                                      | Joel Pohjanpalo                                                          | Cap: L. Hrádecký                                                         |
| 7-9-2021                                                                 | Décines-Charpieu                                                         | Francia                                                                  | 2 – 0                                                                    | Finlandia                                                                | Qual. Mondiali 2022                                                      | -                                                                        | Cap: P. Arajuuri                                                         |
| 9-10-2021                                                                | Helsinki                                                                 | Finlandia                                                                | 1 – 2                                                                    | Ucraina                                                                  | Qual. Mondiali 2022                                                      | Teemu Pukki                                                              | Cap: L. Hrádecký                                                         |
| 12-10-2021                                                               | Astana                                                                   | Kazakistan                                                               | 0 – 2                                                                    | Finlandia                                                                | Qual. Mondiali 2022                                                      | 2 Teemu Pukki                                                            | Cap:L. Hrádecký                                                          |
| 13-11-2021                                                               | Zenica                                                                   | Bosnia ed Erzegovina                                                     | 1 – 3                                                                    | Finlandia                                                                | Qual. Mondiali 2022                                                      | Marcus Forss Robin Lod Daniel O'Shaughnessy                              | Cap:L. Hrádecký                                                          |
| 16-11-2021                                                               | Helsinki                                                                 | Finlandia                                                                | 0 – 2                                                                    | Francia                                                                  | Qual. Mondiali 2022                                                      | -                                                                        | Cap: L. Hrádecký                                                         |
| 26-3-2022                                                                | Murcia                                                                   | Finlandia                                                                | 1 – 1                                                                    | Islanda                                                                  | Amichevole                                                               | Teemu Pukki                                                              | Cap: R. Schuller                                                         |
| 29-3-2022                                                                | Murcia                                                                   | Finlandia                                                                | 0 – 2                                                                    | Slovacchia                                                               | Amichevole                                                               | -                                                                        | Cap: L. Hrádecký                                                         |
| 4-6-2022                                                                 | Helsinki                                                                 | Finlandia                                                                | 1 – 1                                                                    | Bosnia ed Erzegovina                                                     | UEFA Nations League 2022-2023 - Lega B                                   | Teemu Pukki (rig.)                                                       | Cap: L. Hrádecký                                                         |
| 7-6-2022                                                                 | Helsinki                                                                 | Finlandia                                                                | 2 – 0                                                                    | Montenegro                                                               | UEFA Nations League 2022-2023 - Lega B                                   | 2 Joel Pohjanpalo                                                        | Cap: L. Hrádecký                                                         |
| 11-6-2022                                                                | Bucarest                                                                 | Romania                                                                  | 1 – 0                                                                    | Finlandia                                                                | UEFA Nations League 2022-2023 - Lega B                                   | -                                                                        | Cap: R. Schuller                                                         |
| 14-6-2022                                                                | Zenica                                                                   | Bosnia ed Erzegovina                                                     | 3 – 2                                                                    | Finlandia                                                                | UEFA Nations League 2022-2023 - Lega B                                   | Teemu Pukki Benjamin Källman                                             | Cap: L. Hrádecký                                                         |
| 23-9-2022                                                                | Helsinki                                                                 | Finlandia                                                                | 1 – 1                                                                    | Romania                                                                  | UEFA Nations League 2022-2023 - Lega B                                   | Teemu Pukki                                                              | Cap: L. Hrádecký                                                         |
| 26-9-2022                                                                | Podgorica                                                                | Montenegro                                                               | 0 – 2                                                                    | Finlandia                                                                | UEFA Nations League 2022-2023 - Lega B                                   | Oliver Antman Benjamin Källman                                           | Cap: L. Hrádecký                                                         |
| 17-11-2022                                                               | Skopje                                                                   | Macedonia del Nord                                                       | 1 – 1                                                                    | Finlandia                                                                | Amichevole                                                               | Oliver Antman                                                            | Cap: J. Pohjanpalo                                                       |
| 20-11-2022                                                               | Oslo                                                                     | Norvegia                                                                 | 1 – 1                                                                    | Finlandia                                                                | Amichevole                                                               | Benjamin Källman                                                         | Cap: L. Hrádecký                                                         |
| 9-1-2023                                                                 | Faro                                                                     | Svezia                                                                   | 2 – 0                                                                    | Finlandia                                                                | Amichevole                                                               | -                                                                        | Cap: R. Jensen                                                           |
| 12-1-2023                                                                | Albufeira                                                                | Finlandia                                                                | 0 – 1                                                                    | Estonia                                                                  | Amichevole                                                               | -                                                                        | Cap: R. Schuller                                                         |
| 23-3-2023                                                                | Copenaghen                                                               | Danimarca                                                                | 3 – 1                                                                    | Finlandia                                                                | Qual. Euro 2024                                                          | Oliver Antman                                                            | Cap: L. Hrádecký                                                         |
| 26-3-2023                                                                | Belfast                                                                  | Irlanda del Nord                                                         | 0 – 1                                                                    | Finlandia                                                                | Qual. Euro 2024                                                          | Benjamin Källman                                                         | Cap: L. Hrádecký                                                         |
| 16-6-2023                                                                | Helsinki                                                                 | Finlandia                                                                | 2 – 0                                                                    | Slovenia                                                                 | Qual. Euro 2024                                                          | Joel Pohjanpalo Oliver Antman                                            | Cap: L. Hrádecký                                                         |
| 19-6-2023                                                                | Helsinki                                                                 | Finlandia                                                                | 6 – 0                                                                    | San Marino                                                               | Qual. Euro 2024                                                          | Glen Kamara Benjamin Källman 3 Daniel Håkans Teemu Pukki                 | Cap: L. Hrádecký                                                         |
| 7-9-2023                                                                 | Astana                                                                   | Kazakistan                                                               | 0 – 1                                                                    | Finlandia                                                                | Qual. Euro 2024                                                          | Oliver Antman                                                            | Cap: L. Hrádecký                                                         |
| 10-9-2023                                                                | Helsinki                                                                 | Finlandia                                                                | 0 – 1                                                                    | Danimarca                                                                | Qual. Euro 2024                                                          | -                                                                        | Cap: L. Hrádecký                                                         |
| 14-10-2023                                                               | Lubiana                                                                  | Slovenia                                                                 | 3 – 0                                                                    | Finlandia                                                                | Qual. Euro 2024                                                          | -                                                                        | Cap: L. Hrádecký                                                         |
| 17-10-2023                                                               | Astana                                                                   | Finlandia                                                                | 1 – 2                                                                    | Kazakistan                                                               | Qual. Euro 2024                                                          | Robert Taylor                                                            | Cap: L. Hrádecký                                                         |
| 17-11-2023                                                               | Helsinki                                                                 | Finlandia                                                                | 4 – 0                                                                    | Irlanda del Nord                                                         | Qual. Euro 2024                                                          | Joel Pohjanpalo (rig.) Daniel Håkans Teemu Pukki Robin Lod               | Cap: L. Hrádecký                                                         |
| 20-11-2023                                                               | Serravalle                                                               | San Marino                                                               | 1 – 2                                                                    | Finlandia                                                                | Qual. Euro 2024                                                          | 2 Pyry Soiri                                                             | Cap: L. Hrádecký                                                         |
| 21-3-2024                                                                | Cardiff                                                                  | Galles                                                                   | 4 – 1                                                                    | Finlandia                                                                | Qual. Euro 2024                                                          | Teemu Pukki                                                              | Cap: L. Hrádecký                                                         |
| 26-3-2024                                                                | Helsinki                                                                 | Finlandia                                                                | 2 – 1                                                                    | Estonia                                                                  | Amichevole                                                               | Fredrik Jensen autorete                                                  | Cap: R. Lod                                                              |
| 4-6-2024                                                                 | Lisbona                                                                  | Portogallo                                                               | 4 – 2                                                                    | Finlandia                                                                | Amichevole                                                               | 2 Teemu Pukki                                                            | Cap: L. Hrádecký                                                         |
| 7-6-2024                                                                 | Glasgow                                                                  | Scozia                                                                   | 2 – 2                                                                    | Finlandia                                                                | Amichevole                                                               | Benjamin Källman Oliver Antman                                           | Cap: T. Pukki                                                            |
| 7-9-2024                                                                 | Il Pireo                                                                 | Grecia                                                                   | 3 – 0                                                                    | Finlandia                                                                | UEFA Nations League 2024-2025 - Lega B                                   | -                                                                        | Cap: L. Hradecky                                                         |
| 10-9-2024                                                                | Londra                                                                   | Inghilterra                                                              | 2 – 0                                                                    | Finlandia                                                                | UEFA Nations League 2024-2025 - Lega B                                   | -                                                                        | Cap: L. Hradecky                                                         |
| 10-10-2024                                                               | Helsinki                                                                 | Finlandia                                                                | 1 – 2                                                                    | Irlanda                                                                  | UEFA Nations League 2024-2025 - Lega B                                   | Joel Pohjanpalo                                                          | Cap: L. Hrádecký                                                         |
| 13-10-2024                                                               | Helsinki                                                                 | Finlandia                                                                | 1 – 3                                                                    | Inghilterra                                                              | UEFA Nations League 2024-2025 - Lega B                                   | Arttu Hoskonen                                                           | Cap: L. Hrádecký                                                         |
| 14-11-2024                                                               | Dublino                                                                  | Irlanda                                                                  | 1 – 0                                                                    | Finlandia                                                                | UEFA Nations League 2024-2025 - Lega B                                   | -                                                                        | Cap: L. Hrádecký                                                         |
| 17-11-2024                                                               | Helsinki                                                                 | Finlandia                                                                | 0 – 2                                                                    | Grecia                                                                   | UEFA Nations League 2024-2025 - Lega B                                   | -                                                                        | Cap: L. Hrádecký                                                         |
| Totale                                                                   |                                                                          | Presenze                                                                 | 88                                                                       |                                                                          | Reti                                                                     | 104                                                                      |                                                                          |

## Palmares

### Giocatore
- Campionato finlandese: 5

HJK: 1985, 1987, 1988, 1990, 1997
- Coppa di Finlandia: 3

HJK: 1984, 1996, 1998
- Liigacup: 4

HJK: 1994, 1996, 1997, 1998